# Юськовцы
Юськовцы (укр. Юськівці) — село в Лановецкой городской общине Кременецкого района Тернопольской области Украины. До 1914 года называлось Іськівці. Вблизи находятся хутора Буйгоры, Додатки и Кошелевка (укр. Буйгори, Додатки, Кошелівка).
Код КОАТУУ — 6123886201. Население по переписи 2001 года составляло 1047 человек.

## Географическое положение
Село Юськовцы находится на берегу реки Горынька в месте впадения её в реку Горынь, выше по течению на расстоянии в 1,5 км расположено село Акимовцы. Через село проходит железная дорога, станция Юськовцы.

## История
- 1545 год — дата основания. В 1594 году известно под именем «Есковцы» в Польском государстве («Речи Посполитой») и относилось к Кременецкому уезду Волынского воеводства. В то время село принадлежало Лаврину Гнивошевичу Писочинскому (укр. Лаврин Гнівошевич Пiсочинський, так же возможное написание Песочиньский, Пясочиньский), выходцу из Волынского шляхетстского рода, «подкоморному» («судья», разбирающий земельные дела — высокая должность в средневековой Польше) в Брацлаве с 1583 по 1606 год. Основные имения Писочинського находились в Брацлавском воеводстве.[2].
- Согласно «Списку населенных мест Волынской губернии» от 1906 года, в Юськовцах на тот момент было 218 дворов и 1167 человек «обоего пола»[3].
- В Российской Империи село относилось к Ямпольской волости, Кременецкого уезда, Волынской губернии.
- По Рижскому мирному договору от 18 марта 1921 года, заключенному между Польшей, РСФСР, Украинской ССР и Белорусской ССР, село вместе с соседними населенными пунктами отошло Польше в состав Волынского воеводства. С 1936 года входило в состав Лановецкой гмины (польск. gmina — волость) Кременецкого повята Волынского воеводства[4]
- В 1939 году гмина ликвидирована в результате вторжения советской армии и позже село вошло в состав Лановецкого района УССР.
- До 2020 года входило в Лановецкий район.

## Объекты социальной сферы
- Школа.
- Дом культуры.
- Фельдшерско-акушерский пункт.

## Достопримечательности
- Братская могила советских воинов, возведенная в 1958 году.
- В селе есть 2 церкви Святого Вознесения. Одна 1620 года, деревянная, перевезена из Кременца в 1760, а вторая, новая — 2006 года, каменная, часовня. Священником села в 1914 году был иерей Аверкий Барщевский, попросившийся 29 сентября перевода и назначенный сначала священником в село Заболотцы, а позже в село Борятин.[5]

## Галерея
- Пруд в селе
- Старая деревянная церковь